# Platygaster fennica
Platygaster fennica är en stekelart som beskrevs av Peter Neerup Buhl 2003. Platygaster fennica ingår i släktet Platygaster och familjen gallmyggesteklar. Arten är reproducerande i Sverige. Inga underarter finns listade i Catalogue of Life.